# Șipotu (okręg Prahova)
Șipotu – wieś w Rumunii, w okręgu Prahova, w gminie Lipănești. W 2011 roku liczyła 2354 mieszkańców.